# Zeche Nordpol
Die Zeche Nordpol im Bochumer Stadtteil Linden ist ein ehemaliges Steinkohlenbergwerk. Das Bergwerk war eine Kleinzeche und bestand aus den Betriebsbereichen Nordpol 1 und Nordpol 2. Besitzer des Stollens war zunächst Ewald Dahlmann, später übernahm Paul Dahlmann das Bergwerk.

## Bergwerksgeschichte
Am 1. Januar des Jahres 1948 wurde der erste Betriebsteil an der Wuppertaler Straße in Betrieb genommen. In diesem Jahr förderten neun Bergleute 455 Tonnen Steinkohle. Im Jahr 1950 wurden von 20 Bergleuten 4178 Tonnen Steinkohle gefördert. Am 25. September des Jahres wurde der Betriebsteil Nordpol 2 an der Surenfeldstraße in Betrieb genommen. Im Jahr darauf förderten 24 Bergleute 4841 Tonnen Steinkohle. Die maximale Förderung wurde im Jahr 1957 von 34 Bergleuten erbracht, sie betrug 9465 Tonnen Steinkohle. Im Jahr 1958 war Nordpol 2 in Betrieb. Im Jahr 1960 wurden von 22 Bergleuten 6051 Tonnen Steinkohle gefördert. Im Jahr 1964 förderten neun Bergleute 2574 Tonnen Steinkohle. Am 26. Februar des Jahres 1965 wurde der Betrieb des Bergwerks eingestellt. Am 31. März desselben Jahres wurde die Zeche Nordpol stillgelegt.